# 강서연
강서연(1991년 9월 26일 ~ )은 대한민국의 배우이다.

## 학력
- 2013년 ~ 2017년 성신여자대학교 미디어영상연기학과

## 출연

### 방송

#### 드라마
- 2007년 SBS 《강남엄마 따라잡기》 - 권수빈 역
- 2008년 SBS 《달콤한 나의 도시》 - 하재인 역
- 2011년 SBS 《신기생뎐》 - 한송이 역
- 2011년 JTBC 《인수대비》 - 숙의 권씨 역
- 2013년 MBC 《구암 허준》 - 온지 역
- 2015년 SBS 《심야식당》 - 체리 역
- 2018년 MBN 《설렘주의보》 - 강혜주 역
- 2024년 디즈니플러스《지배종》- 청아 역

### 광고
- 경남제약 레모나
- SK텔레콤
- 에프앤에프 MLB
- 아모레퍼시픽 이니스프리
- 에스제이트랜드 스마일리